# Exmorra
Exmorra (Fries: Eksmoarre) is een dorp in de gemeente Súdwest-Fryslân, in de Nederlandse provincie Friesland. Exmorra ligt tussen Makkum en Bolsward aan het Exmorravaartje, een opvaart van de Makkumervaart. In 2023 telde het dorp Exmorra 465 inwoners. In het postcodegebied van het dorp ligt de buurtschap Exmorrazijl.
Exmorra wordt vaak samen genoemd met Allingawier. De twee dorpen worden gescheiden door het Van Panhuyskanaal. Aan de kant van Exmorra liggen bij dit kanaal de twee boerderijen van de voormalige buurtschap Bruindeer.

## Geschiedenis
Het dorp is ontstaan op een terp. Omdat het dorp lang was omringd door meren en kleinere wateren, was Exmorra lang een vissersdorp. Na de Tweede Wereldoorlog werd het dorp uitgebreid. De oude structuur van het dorp is nog wel zichtbaar.
Het dorp wordt mogelijk al genoemd in 855 als bezitting van een klooster in Werden (Duitsland) als Aspanmora. Maar of dit werkelijk om de plaats Exmorra gaat is onzeker. Op grond van deze plaatsnaam zou de plaatsnaam duiden op een zoutwinningsplaats (aspa) in een veengebied (morra).
In de 13e eeuw werd het dorp vermeld als Exmorra, in 1379 als Exmora en in 1399 als Exsmora. Deze naam kan duiden op een eikenboom, of een oever (igge), of hoek waaraan het veengebied lag. Ook wordt gedacht aan de persoonsnaam Eko.
Tot 2011 lag Exmorra in de voormalige gemeente Wonseradeel.

## Kerken

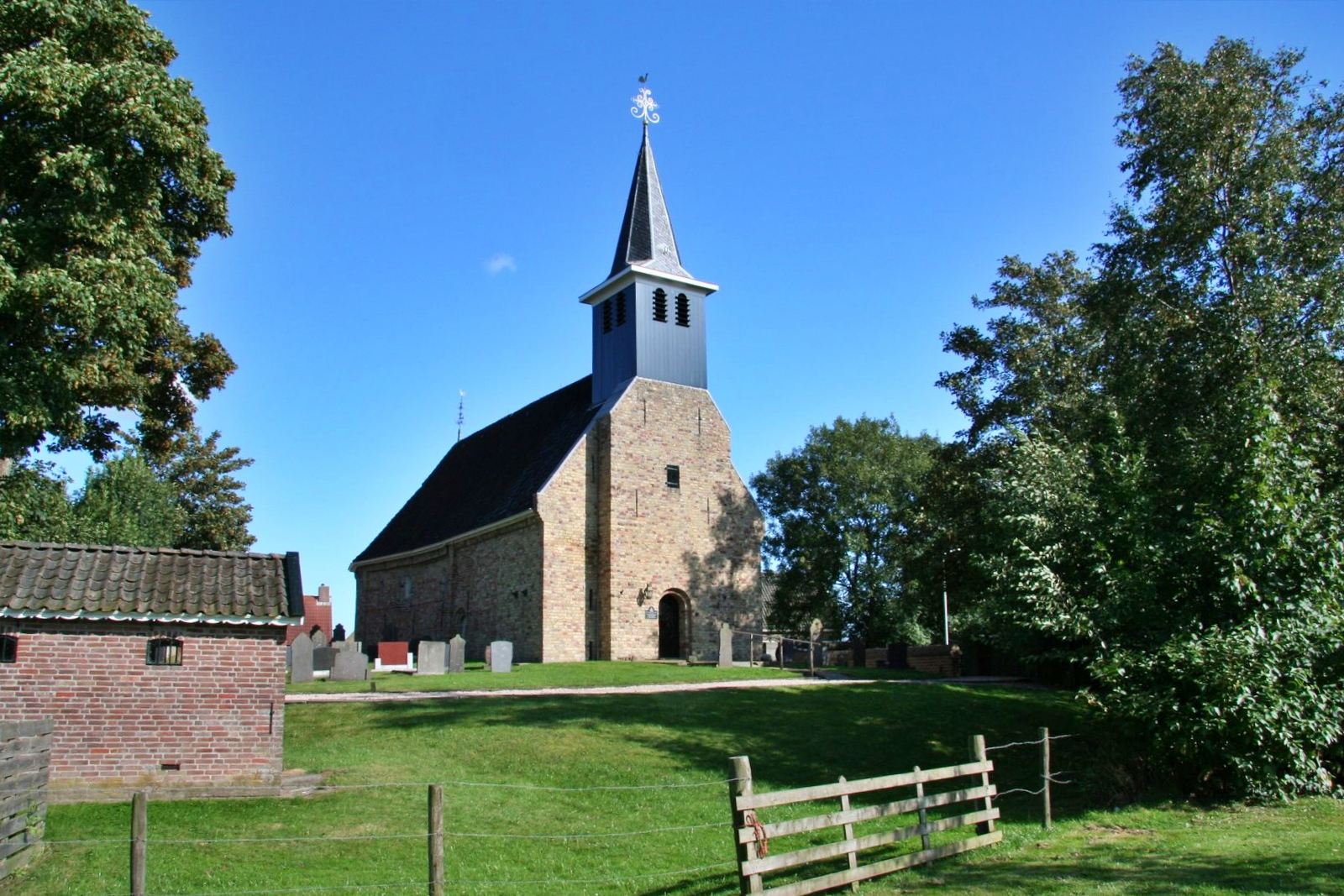
Johannes de Doperkerk

Aan de noordzijde van het dorp staat een gereformeerde kerk. Meer in het zuiden staat een romaanse kerk uit begin 13e eeuw, de Johannes de Doperkerk.
In 1836 stortte het bovendeel van de toren in als gevolg van een windhoos en werd nog hetzelfde jaar vervangen door de huidige houten bovenbouw. Toen de kerk in 1963-1966 werd gerestaureerd, kwamen daarbij onder de pleisterlaag oude romaanse vensters tevoorschijn, evenals 16e-eeuwse muurschilderingen.

## Aldfaers Erf Route
Een bezienswaardigheid is de oude kruidenierswinkel die deel uitmaakt van de Aldfaers Erf Route, een cultuurhistorische museumroute.

## Sport
Het dorp heeft een kaatsvereniging (KV Exmorra), ijsvereniging, biljartvereniging en een jeu de boules-vereniging. Verder is er een tafeltennisvereniging.

## Cultuur
Het dorpshuis van Exmorra en Allingawier staat in Exmorra en heet 't Honk. Exmorra heeft verder een toneelvereniging Nij Begin en een zanggroep Exmorra. Samen met Allingawier is er een blad voor het dorpsnieuws.

## Onderwijs
Al sinds 1796 was er in het dorp een school. Hieraan is in 2022 een einde gekomen door de sluiting van basisschool De Oerdracht.

## Geboren in Exmorra
- Hendrik Boschma (1928-2002), bankmedewerker en burgemeester

## Openbaar vervoer
Buslijn 96: Bolsward - Exmorra - Allingawier - Idsegahuizum - Makkum - Cornwerd - Kop Afsluitdijk